# 创元科技
创元科技股份有限公司 （深交所：000551）是中国深圳证券交易所的一家上市公司，主营业务范围为普通机械制造业。
2011年，该公司主营业务收入为2486798588.96元，公司净利润为37259763.75元，公司总资产为3163712241.98元。